# 라이징 프로덕션
라이징 프로덕션(RISINGPRO Holdings Co., Ltd.)은 일본의 연예 기획사이다.

## 내력
- 1985년: 라이징 프로덕션이란 이름으로 설립되었다.
- 2001년: 프리게이트 프로모션으로 회사명을 변경.
- 2002년: 비전 팩토리로 회사명을 변경.
- 2014년 12월: 라이징 프로덕션으로 회사명을 변경.

## 소속 연예인
가수
※데뷔순
- 오기노메 요코
- MAX - 멤버:Nana, Lina, Reina, Mina
- SPEED (일본의 음악 그룹) - 멤버:시마부쿠로 히로코 (hiro), 이마이 에리코 (elly), 우에하라 타카코, 아라카키 히토에
- 치넨 리나
- DA PUMP - 멤버:ISSA, DAICHI, KENZO, TOMO, KIMI, YORI, U-YEAH
- 미우라 다이치
- w-inds. - 멤버:치바 료헤이, KEITA(같은소속사식구인마츠우라 아야의남편), Ryuichi
  - ALL CITY STEPPERS - 멤버:Ryuichi, Leo, Ryuki
- Lead - 멤버:타니우치 신야, 후루야 케이타, 카기모토 아키라
- Vanilla Mood - 멤버:Mariko, Keiko, Yui
- 타니무라 나나
- 키타구치 카즈사
- LIFriends - 멤버:SHUNKUN, MAKOTO, HAYATO, FUNKY, KAMI
- 신자토 코타
- 하라주쿠 에키마에 파티즈
  - 후와후와
  - 에키마에 오토메
  - 에키마에 스텝 A
  - 핑크 다이아몬드 - 멤버:오오카와 마미, 시미즈 유코, 타키자와 아야카, 타츠미 사야카, 노무라 마린

개인
- 마츠우라 아야 (헬로! 프로젝트OG.같은소속사식구인KEITA의아내)
- 아사히 나오 (전 아이돌링!!!)
- 이토 모모카&시모무라 미키 (전 페어리즈)

배우, 모델, 희극 배우 등
- 미즈키 아리사
- 쿠니나카 료코
- 타이라 아이리
- 히가 마나미
- 타키 유카리
- 니시우치 마리야 (2014년 8월에 가수 데뷔)
- 노부야마 토시히로
- 컁×컁 - 멤버:나가하마 유키히토, 타마키 토시유키
- 오오시타 쿄헤이
- 와카츠키 아야코
- 후지 마리아
- 타지리 아야메
- 타카시마 카호
- 아사쿠라 유마
- 이치야마 쿄카
- 혼다 미도리
- 니헤이 아오이
- 오치아이 모에

＜NEXT GENERATION＞
- 콘노 사야
- 츠지 후와
- 하세가와 니지호
- 마키노 마린
- 사키야마 마우
- 소메노 리나

## 팔레트 이적 연예인
※라이징 프로의 자회사
- 코쿠부 사치코
- 미우라 료스케 (2014년 7월, SONIC GROOVE로부터 솔로 데뷔)
- 언밸런스 - 멤버:야마모토 에이지, 쿠로카와 타다후미 (팔레트 프리 기간을 거쳐, 오오타 프로덕션으로 이적)
- 핫탄 아미카
- 미야모토 마키
- 시마무라 노리코 (Ripples)
- 미츠시마 히카리 (Folder5) (팔레트를 거쳐, 유마니테로 이적)
- 미하시 토모미 (Hipp's) (팔레트를 거쳐, A-Light로 이적)
- 이시카와 아이리 (Hipp's) (팔레트에 이적 후, 현재는 프리랜스로 활동 중)

## 과거 소속 연예인
- SUPER MONKEY'S - 마키노 안나, 아라카키 히사코, 나카소네 리노
  - 아무로 나미에 (stella88로 이적)
- 사카가미 카오리
- 나카무라 노부토시
- 후지카와 켄이치
- 후쿠하라 유미코
- MAX - Aki
- DA PUMP - SHINOBU, YUKINARI, KEN, KAZUMA
- ZERO - 아쿠츠 아이
- D&D - OLIVIA (에이벡스 매니지먼트로 이적)
  - Aya & Chika from D&D - 우에하라 아야, 히가 치카노
- D-LOOP - MINAMI, 하야마 히로아키, 야마카와 노부토
- Folder - 나카마 죠
  - Folder5 - HIKARI, AKINA, 나카마 아리사, 이시하라 모에, 아카 나츠
- AN-J - 하라구치 치에코, 나치 레미, 카키우치 미카
- EARTH - 토고 유카, 토모나가 마야, 세토야마 사야카
- Ripples - 히로세 마유미, 토키타 아사미
- Hipp's - 오리타 미유키
- FLAME - 카네코 쿄헤이, 이자키 유스케, 이자키 히사토, 노구치 세이고, 키타무라 유 (2012년에 5명이서 재결성 후 EMALF를 결성, 글로리어스 크리에이션즈 소속)
- Lead - 나카도이 히로키
- AI-SACHI - 타테이시 사치카, 카와하라 아이
- HAV - KAKAZU, JUN-PAY, DAISUKE NAKAZONO, DJ YARISATO
- 오오타 클루 - 삿톤, 긴마로, DJ 프라이드 치킨, 헤이하치로 펑크 jr, 클라이머→, MASA 사이토
- HINOI 팀 - 히노이 아스카, 코야마 히카루, 타케나카 리나, 마츠오카 케이카
- 나카노모리 BAND - 나카노모리 아야코, SHINAMON, YUCCO, CHEETA, TOMOE
- Tourbillon - RYUICHI (LUNA SEA), INORAN (LUNA SEA), H.Hayama
- DASH!! - 타나카 료, 타나카 슌스케, 사카타니 나오후미, 와타나베 레이야
- Vanilla Mood - Emilee, Waka
- Rockamenco - KSK, ichiro, Dan, Daisuke, Hokuto, SudaPony, Taro
- ASIAN2 - TATSU, TWENTY"20", KENSUKE, SHOJI, HIDEO
- 유포리아 (EU·PHORIA) - 스즈키 쇼코, 미도리카와 토모코, 하라구치 아야카, 스즈키 레오나, 스즈키 사와코
- Marin & Riena - Marin, Riena
- FUNGO - 코다 료이치, 와카나 타카유키, 에노모토 마코토
- 타치바나 미오
- 타카하시 메리준
- 오오타 모토히로
- JUMP 프린스 - 시라토리 히로키, 미야모토 미야모토 타쿠미, 하세가와 타카시, 미타니 레오, 호죠 료, 쿠가 코묘
- VISION BOYS - 코보리 신페이, 요시하마 슌, 카리와 유
- 오오타니 미오
- 나카무라 유리
- 타케다 노에루
- 타나카 리쿠
- 나가야마 쿄카 - (Dancing Dolls)
- 나가야마 아스카 - (Dancing Dolls)
- 아사노 유키네
- 안도 에미
- 미야히라 카나
- 카카즈 나츠키
- 츠하 마도카
- 키미카즈 - KAZUMA, KIMI
- 와키 나나카
- 이케마 나츠미

## 레이블
- SONIC GROOVE
- RISING RECORDS